# Platyarachnini
Platyarachnini Simon, 1895 è una tribù di ragni appartenente alla famiglia Thomisidae.

## Distribuzione
I tre generi oggi noti di questa tribù sono diffusi in America meridionale.

## Tassonomia
A dicembre 2013, gli aracnologi riconoscono tre generi appartenenti a questa tribù:
- Deltoclita Simon, 1887 - Brasile, Perù
- Philogaeus Simon, 1895 - Brasile, Cile
- Platyarachne Keyserling, 1880 - Argentina, Brasile, Perù, Guyana francese